# کیتی اوبرایان
کیتی اوبرایان (انگلیسی: Katie O'Brien؛ زاده ۲ مهٔ ۱۹۸۶) یک تنیس‌باز اهل بریتانیا است.